# Softcult
Softcult — канадський гранж дует, засновний у 2020 році.
Гурт складається з сестер Фенікс Арн-Горн та Мерседес Арн-Горн.
Дует відомий своїм поєднанням гранжу з шугейзом, а також своєю етикою, натхненною DIY та Riot grrrl. Останній мініальбом гурту, See You in the Dark, вийшов 24 березня 2023 року.

## Історія
Сестри Фенікс і Мерседес Арн-Горн (1994 року народження) виросли в Торонто, Онтаріо, і навчалися вдома у своєї матері, вчительки англійської мови.
До створення гурту Softcult, сестри Арн-Хорн були учасницями поп-панк гурту Courage My Love, який випустив кілька міні-альбомів і два студійних альбоми протягом 2010-х років.
Відчуваючи творчий зашморг свого звукозаписного лейблу, сестри Арн-Хорн вирішили розпустити гурт Courage My Love і влітку 2020 року розпочали новий спільний проект.
Мерседес Арн-Хорн розповідає, як виникла назву Softcult:
«Ми обрали Softcult, тому що м’яким культом може бути що завгодно: церква, уряд, сім’я, навіть гурт. Коли ви навіть не сумніваєтесь, чому ви прямуєте за вашою групою. Ми всі перебуваємо в м’яких культах у суспільстві, коли ми не усвідомлюємо, що ми є частиною, ми просто добровільні учасники, тому що на даний момент це нормалізовано. Це може звучати трохи жорстко, але вона [назва Softcult] також має на меті змусити вас задатись питанням, до яких м’яких культів ви належите».
Дебютний сингл гурту, «Another Bish», був випущений 15 січня 2021 року.
16 квітня 2021 року гурт Softcult випустив свій перший мініальбом, Year of the Rat, через лейбл Easy Life Records.
Другий міні-альбом дуету, Year of the Snake, «охоплює наші почуття до жорстокого капіталістичного суспільства, в якому ми живемо, і проблеми, які необхідно вирішити».
Одна з пісень мініальбому, «B.W.B.B.», була написана у відповідь на вбивство Сари Еверард (Sarah Everard) у березні 2021 року.
Їхній третій мініальбом, See You in the Dark, був випущений 24 березня 2023 року, на звучання мініальбому вплинули такі гурти, як My Bloody Valentine і Cocteau Twins. Мініальбом отримав номінацію на премію Juno Award як Альтернативний альбом року на церемонії Juno Awards 2024.
24 травня 2024 року гурт випустить свій четвертий мініальбом, Heaven.

## Музичний стиль і впливи
Музика гурту була класифікована як гранж, альтернативний рок, ло-фай і шугейз.
Сестри Арн-Хорн надихалися культурою Riot grrrl 1990-х років і назвали виконавців, які вплинули на формування музичного стилю гурту: Bikini Kill, Bratmobile, Pussy Riot.
Крім того, гурт Softcult видає щомісячний журнал Scripture, який вперше вийшов у лютому 2021 року, де обговорюються екологічні, соціальні та політичні питання.

## Учасники гурту
- Мерседес Арн-Хорн (Mercedes Arn-Horn) — вокал, гітара
- Phoenix Arn-Horn (Phoenix Arn-Horn) — вокал, ударні, продюсування

Гастрольні учасники
- Брент МакСвігган (Brent McSwiggan) — соло-гітара (з 2022 року)
- Філ Герст (Phil Hirst) — бас-гітара (2023—теперішній час)
- Олівер Бердетт (Oliver Burdett) — бас (2022—2023)[25][26]

## Дискографія

### Збірні альбоми
| Назва       | Подробиці                                                                             |
| ----------- | ------------------------------------------------------------------------------------- |
| Zodiac EPs  | - Випущено: 30 вересня 2022 р. - Лейбл: Easy Life - Формат: LP, CD                    |
| Dark Zodiac | - Випущено: 12 травня 2023 р (Japan exclusive) - Лейбл: Hands and Moment - Формат: CD |

### Концертні альбоми
| Назва                      | Подробиці                                                     |
| -------------------------- | ------------------------------------------------------------- |
| Softcult на Audiotree Live | - Випущено: 5 вересня 2023 р. - Лейбл: Audiotree - Формат: DD |

### Мініальбом
| Назва               | Деталі альбому                                                        |
| ------------------- | --------------------------------------------------------------------- |
| Year of the Rat     | - Випущено: 16 квітня 2021 р - Лейбл: Easy Life - Формат: CS, DD      |
| Year of the Snake   | - Випущено: 4 лютого 2022 р - Лейбл: Easy Life - Формат: CS, DD       |
| See You in the Dark | - Випущено: 24 березня 2023 р - Лейбл: Easy Life - Формат: CD, CS, DD |
| Heaven              | - Випущено: 24 травня 2024 р - Лейбл: Easy Life                       |

### Сингли
| Назва                                             | Рік  | Альбом              |
| ------------------------------------------------- | ---- | ------------------- |
| "Another Bish"                                    | 2021 | Year of the Rat     |
| "Gloomy Girl"                                     | 2021 | Year of the Rat     |
| "Spit it Out"                                     | 2021 | Year of the Snake   |
| "House of Mirrors"                                | 2021 | Year of the Snake   |
| "BWBB"                                            | 2021 | Year of the Snake   |
| "Perfect Blue"                                    | 2021 | Year of the Snake   |
| "Gaslight"                                        | 2022 | Year of the Snake   |
| "Uzumaki"                                         | 2022 | Year of the Snake   |
| "Been a Son"                                      | 2022 | Non-album single    |
| "Frances Farmer Will Have Her Revenge on Seattle" | 2022 | Non-album single    |
| "One of a Million                                 | 2022 | See You in the Dark |
| "Drain"                                           | 2022 | See You in the Dark |
| "Someone2Me"                                      | 2022 | See You in the Dark |
| "Dress"                                           | 2023 | See You in the Dark |
| "Love Song"                                       | 2023 | See You in the Dark |
| "Spoiled"                                         | 2023 | See You in the Dark |
| "Haunt You Still"                                 | 2023 | Heaven              |
| "Heaven"                                          | 2023 | Heaven              |
| "Shortest Fuse"                                   | 2024 | Heaven              |
| "Spiralling Out"                                  | 2024 | Heaven              |